# 휘슬러 (기업)
휘슬러(주)(독일어: fissler 피슬러[*])는 독일의 조리기구 제조/판매 업체이다. 회사의 형태는 GmbH이다. 본사는 라인란트팔츠주 Idar-오버스틴(Oberstien)에 위치한다.
휘슬러(주)는 압력솥, 프라이팬, 냄비, 쿡팬, 쿡탑, 국자를 비롯한 토탈 쿡웨어 라인이 주요 제품을 판매하고 있는 주방 브랜드이다.
1845년 독일의 발명가 칼 필립 휘슬러(독일어: Carl Phillip Fissler)가 설립하였다.
 한국 휘슬러 회사의 창립년은 1998년이며, 대표자는 이경우이다.

## 역사
1845년 독일의 발명가 칼 필립 휘슬러(독일어: Carl Phillip Fissler)가 Idar-Oberstein에 설립하였다.
1892년 군사용 야전 요리기구인 굴라쉬 카노네(독일어: Gulaschkanone)를 발명하였다. 제1차 세계 대전 시 최전방 전선에서 국 같은 것을 조리하는 데 쓰였다.